# 地球平和連合TPC
- ウルトラマンダイナ > 地球平和連合TPC
- ウルトラマンティガ > 地球平和連合TPC

地球平和連合TPC（ちきゅうへいわれんごう ティーピーシー）とは特撮テレビドラマ『ウルトラマンティガ』、『ウルトラマンダイナ』の2作品に登場する架空の組織である。

## 『ウルトラマンティガ』での設定
正式名称は「Terrestrial Peaceable Consortium」。恒久的な平和維持を目的として、世界で多発する怪現象や自然災害から人類を守るために国連事務総長であったサワイ・ソウイチロウや彼に賛同する科学者たちを中心に設立された。
世界中の人類がよりよい暮らしを営めるように地球環境を整備すると共に、最新科学を駆使した様々な研究・開発が行われ、また、外宇宙に宇宙資源を求める活動にも取り組んでいる。

### 極東本部基地（通称ダイブハンガー）
千葉県房総半島沖に建造された人工島で、TPC極東本部の中枢施設である海上要塞基地。TPC本部、最高司令部、GUTS司令部などが置かれている。広大な設備は海底深部にあるが、中枢機能は浮上機能を有するピラミッド部に集中している。
地球防衛軍（UNDF）の海上本部基地として2001年から建設が始められたが、防衛軍解体後の2005年に危険兵器などが処分され、軍事基地から改装されてTPC極東支部基地となった。基地内には約3000人のスタッフが常駐しており、最上階のGUTS司令部をはじめ、総監室や会議室、隊員たちのプライベートルームなどの居住区域、レクリエーション施設、中央部の広大な通路、様々なライドメカや装備などの開発・整備を行うライドメカ格納庫と整備場、ガッツウイング1号・2号の発進カタパルトが置かれ、警務局、科学研究局、情報局、医務局などの部門が存在する。
基地は海上から海底深くまで続く巨大な四角い柱のような形状となっている。4本の巨大支柱によりピラミッド型の最上部を海上へ浮上、海中へ潜水させることが可能で、普段は海中に沈んでいるが、緊急時などには海上へ浮上する。ガッツウイング2号が発進する際にはピラミッド上半分が左右に大きく展開する。ピラミッド下部および地下部には、日本本土と繋がる海底トンネルシークレット・ロードや機関部、アートデッセイ号用の地下133階F4ドックや専用エレベーター・発進ゲート、ドルファー202用の発進ゲートが設置されている。
『ウルトラマンティガ』第19話のゴブニュ（ヴァハ、ギガ）や、第31話のビザーモ、第48話のメンジュラなど、様々な侵略者の攻撃・襲撃を受けたことも多く、第51話ではガタノゾーアが世界規模で発生させた「闇」に基地全体が覆われて基地機能が完全停止し、ダイゴ以外の全スタッフがアートデッセイ号で脱出する事態に陥ったが、サワイとヨシオカの意志によって当面復興のシンボルとして継続使用が決まり、劇場版『ウルトラマンティガ THE FINAL ODYSSEY』で闇の巨人が復活した際には、この基地が再起動している。その後は航空司令部として機能している。
- コンセプトは海底基地[6]。『ミクロマン』の指令基地である「ロードステーション基地」のようなものとしている[6]。
- DVD5巻の今野康之の証言によれば司令室の音は、司令室自体の環境が変わってきているため、昔のようなピコピコではなく、コンピューターを意識した感じの音になっている[7]。

### 世界支部基地（ティガ）
- 北アメリカ支部（フロリダ） - ブルートルネード小隊所属
- 南アメリカ支部（サンティアゴ）
- ヨーロッパ支部
- 西アジア支部（カトマンズ）
- アフリカ支部（アディスアベバ）
- 南太平洋支部（マウイ）

### その他のTPC基地（ティガ）
月面基地ガロワ
ハヤテ隊長率いる100名の精鋭部隊が配置されている。『ティガ』第48話でメンジュラにより壊滅した。

宇宙ステーション・デルタ
3基あるTPC宇宙ステーションの一つ。その名の通り三角形のステーションで、地球防衛や宇宙での研究業務のために278名の職員が常駐待機している。レナ隊員の父親であるヤナセ・オミ技官もこのステーション所属。武装としてヴァルキリー砲4門を装備。地球とデルタをつなぐ宇宙連絡船オービターが配備されている。
- プロップは後に『超星艦隊セイザーX』のダークアルマーのミニチュアに流用された。

ゼルダポイント基地
ゼルダガスが保管されている。第32話でシーラ（シーラキート）に襲撃された。

### 関連機関（ティガ）
TPC最高司令部
極東本部基地に置かれる。
- 参謀本部
- 特捜チームGUTS
- パイロットスクール
- メディカル・センター
- 自然科学センター
- 未来科学センター
- 海洋開発センター
- 宇宙開発センター
- 宇宙観測センター
- 地震観測センター
- 生化学研究所
- 生物工学研究所
- 生物学研究所
- 情報局
- 科学研究局
- 科学局
- 警務局
- 医務局
- 宇宙開発局
- 海洋調査班
- 気象班
- 広報班

### 主要関係者（ティガ）
サワイ・ソウイチロウ総監
国際連合事務総長だったが、地球連合設立を目指す熱意で数多くの困難を乗り越えて地球平和連合TPCを設立し、初代総監となる。
かなりの人格者で、GUTSのメンバーも彼を尊敬し、信頼しているが、実務的な面と理想主義を併せ持つため、総監という立場上、時には非情な決断を自ら下すこともあり、ガクマや強化ゴルザ、ゲオザークおよびイーヴィルティガ出現に際しては自ら前線に赴いた。また射撃の腕にも優れ、デシモニアに監禁された際にはヨシオカ長官とのコンビネーションで各国首脳の避難を成功させた。メンジュラが基地に侵入した際には徒手空拳で追い詰めている。
少年時代は『ゴジラ』や『モスラ』などの円谷英二が手掛けた特撮映画に夢中だったらしい。一時期髭を蓄えていた。
『ウルトラマンダイナ』
健康を害したことから、病気療養のために一時一線を退き、参謀本部総監の職をフカミ・コウキに託し名誉職の顧問に就任。
『ダイナ』第1話でフカミの口より名前が出されたほか、第33話では作中の新聞でサワイの記事が登場している。その後、本人は快復して最終章3部作で登場し、信じることの大切さをフカミらに説いた。
ナハラ・マサユキ参謀
サワイの副官のような存在。当初はGUTSの監督として出動指示を直接下す局面もあったが、穏健派であり、GUTSメンバーのフォローアップに徹することが多く、常に軍事的行動には慎重な姿勢を取るため、ヨシオカと対立することもある。
GUTSが対怪獣戦闘チームとしての性格を強め、実戦経験を積むにつれ、前線の指揮をイルマ隊長に任せ、現場からは離れていった模様。
『ウルトラマンダイナ』
ムナカタと共にTPC西アジア支部に所属。同支部の支部長となる。
ヨシオカ・テツジ警務局長官
防衛軍出身で、国際連合の管理下に作られたUNDF（地球防衛軍）日本代表から提督を経てTPC戦闘部門に参加。
根っからのタカ派だが、己の行動理念を厳しく律しており、道理に適わない行動は自他共に認めない高い見識を持つ人物である。サワイ総監とは「20年ケンカしてきた」と自ら語る通り、警務局の軍備を巡って20年来ずっと対立してきた。だが、それも古くからの友人で互いに信頼し合う間柄であることであり、TPCの屋台骨を作り上げたサワイを心から尊敬し信頼していることをダイゴに語っている。
元潜水艦乗りでもあり、デシモニアによるクリオモス諸島占拠事件では自ら設計に携わったドルファー202に乗り込み、監禁された人々を自ら救出した。
闇の巨人復活事件では、後にスーパーGUTSのメンバーとなる訓練生たちを援軍として派遣している。後に警務局長官職が廃止されたため、警務局顧問として戦力の整わない南米・アフリカ支部の指導にあたる。
カシムラ・レイコ博士
TPC科学研究局の局長で、ティガの地で発見された3千万年前のタイムカプセルの分析に取り組んだほか、GUTSのライドメカの開発部門責任者で戦闘用への改造も手がけている。
設定ではイルマの親友とされるが、第18話を最後に登場しなくなり、劇中ではパーソナリティーを窺い知る場面は描かれなかった。
ヤオ・ナバン博士
推進力を飛躍的に向上させるマキシマ・オーバードライブの開発責任者。研究熱心で、昔からの夢であったマキシマを長い年月をかけて実現にこぎ着けた。
副作用などを考えずに実験を行ったため、レナが頭痛を起こし、そのことをホリイに咎められても「そんなことを言われても」と途端に気弱な応対をしたためGUTSメンバーの誤解を生んでしまったが、夢への純粋な思いで次第に関係を改善していく。闇の巨人復活事件の時期には眼鏡をかけていた。
エザキ（江崎）博士
宇宙開発局の防衛システム「DCS」の開発者。木星探査船「ジュピター3号」に乗船していたが、リガトロンに襲撃され、生命を吸収されてしまった。
タンゴ・ユウジ博士
TPC生化学研究所所属。採取したティガの地の石像の破片の解析で多忙な時期にもかかわらずGUTSからの急な分析依頼も忠実にこなすなど、能力はあるようだが、言動は嫌味で自己中心的な印象が強い。
本人も処遇に不満があったらしく、後にマサキ・ケイゴの口車に乗ってウルトラマンのコピーを作る野望に走り、石像の破片を収めた「アーク」をサイテック・コーポレーションに無断移送してしまう。マサキを信奉していたが、ウルトラマンの力を制御できず暴走するマサキの姿を見せられたこととホリイの叱責で過ちに気づき、TPC警務局に拘束され、石像解析チームも降ろされる。ガタノゾーアとの戦いではマサキと共にティガ救出作戦に協力した。
- 初登場となる『ティガ』第21話の脚本を担当した太田愛は、がりがりに痩せた老人を想定していた。

シンジョウ・マユミ
19歳。シンジョウの妹で、TPC医務局に勤める看護師。本人の発言によると兄のコネで就職したとのことである。
仕事柄様々な役職の人間が医務室に出入りするため、根も葉もない噂話やTPC内の様々な情報に精通している。ガゾートIIの襲来で恋人のアオキ・タクマを失ってから命の重さを痛感し、TPCやGUTSが平和を守るために武装することに疑問を持ち始める。
『ウルトラマンダイナ』
TPCメディカルセンターの婦長に昇格。姑獲鳥の出現時にアスカと交流する。
ハヤテ・シン隊長
月面基地ガロワの隊長。イルマと同期の親友で、剣道の達人でもあり、射撃やガッツウイング2号の操縦にも優れている。またポーカーフェイスでイルマ曰く「人一倍照れ屋」らしい。
第48話では月面基地の壊滅から免れるもメンジュラに捕まり、繭に閉じ込められ、基地破壊の汚名を着せられた。GUTSに救出された後、ティガと協力してメンジュラを2体に分断する作戦で活躍。事件解決後はガロワ再建のため月に戻った。最終話で再登場し、イルマとの連携攻撃でゾイガーを倒す。
- ハヤテの衣装は京本からのリクエストでブルーを基調とした精悍な感じのものとなり、ヘルメットも金のラインを入れている。

『ウルトラマンダイナ』
TPCコスモアドベンチャー部隊の隊長。ムサシ・ホウサク（チャダビン星人）と共に、モゲドンの体内にあるンダモシテXを取り出した。
キシナガ副隊長
月面基地ガロワの副隊長。メンジュラに捕まって繭に閉じ込められてしまうが生還し、事件解決後はハヤテと共に月面基地の再興のため月へ戻った。
オカベ隊員
月面基地ガロワの隊員。メンジュラ襲撃時、ハヤテとキシナガ以外では最後の生存者だったが、ハヤテを逃がすために囮となりメンジュラが操縦するガロワ飛行艇の砲撃に巻き込まれ殉職した。射撃の腕は良く、生前メンジュラを多数撃破した。
ミズノ・タカジ博士
TPC調査チームに参加した気象学者。電離層の調査に向かった際、ガゾートに襲撃されて殉職した。
ヤナセ・オミ技官
宇宙ステーション・デルタに勤務。仕事人間だったため離婚し、以後13年間娘のレナとも疎遠になっていたが、レギュラン星人の事件で和解した。
アサミヤ・シゲキ技官
ヤナセ技官の同僚。サングラスをかけている。レギュラン星人の攻撃を受けて死亡し、後に焼け焦げたヘルメットが発見された。
タツムラ参謀
TPC情報局を取り仕切る情報参謀。半年前（第38話時点）にヨーロッパ支部から赴任した。ティガに対しては不信感を持っている。TPCやGUTSが怪獣への攻撃をより円滑に行えるよう、避難時にパニックに陥る民衆を強制的に統制する必要があると考え、民衆の行動パターンのデータを集めるために情報操作実験をして怪獣出現のデマを流したがほとんど広がらず、TPC上層部に知られて処分された。
- 第38話の脚本を担当した大西信介によれば、その話の監督・特技監督を担当した川崎郷太が、自身の担当回であった第28話の展開とリンクさせる形で第28話にタツムラを登場させることも検討されていたという。

ニカイドウ・ツトム（二階堂 勉）隊員
TPC情報局に所属。花見に行かなかったダイゴと共に司令室で留守番をしていた。ダイゴがマノン星人撃退に出撃した後は基地でオペレーターを担当した。
イヌイ・キヨト（乾 清登）
宇宙船ロムルス号の搭乗員。シンジョウとキノサキは養成所時代の友人で、キノサキと共に宇宙航行距離の最長記録を片っ端から塗り替えている。ホリイによると「放っといたらどこまで飛んで行くのか分からない、ちょっと危ない二人組」とのこと。
キノサキと共に地球へ帰還する直前にイルドに襲撃され、キノサキより進行は遅かったものの、後にイルド化の兆候が現れる。だが、抵抗するうちにイルドの思考を読み取れるようになり、イルド撃退に貢献。ギリギリのタイミングでホリイが作ったワクチンを打たれ、イルド化は免れた。
キノサキの死後は、単身宇宙航行を再開した。
キノサキ・シン（城崎 仁）
イヌイと共にロムルス号に搭乗していたが、地球への帰還寸前にイルドの襲撃を受ける。イルドに寄生され、地球に到着するころには体は完全にイルド化していた。精神までイルド化される前に事情を知らないシンジョウを欺いて自身を撃たせ、研究用の検体として託す形で死亡。その後、キノサキの遺体の分析結果からイルド化を解除するワクチンが作られた。
イルド化の進みつつあったイヌイがまだ人間としての自我を保っているか確認するため、シンジョウとイヌイはキノサキの生前の好物だった「メロンパン」を合言葉として用いた。
『ウルトラマンダイナ』
第35話でシンジョウの口から彼の存在が僅かに語られる。彼の死は、シンジョウがアストロノーツ復帰を決意するきっかけとなった。
クリタ博士
TPC科学局に所属。宇宙線の影響による夢の実体化の研究を行っており、宇宙線モルフェウスDが夢を実体化させる原理を解明した。
ミヤザワ局長
休火山である霧門岳が突然噴火した際にマグマの異常な動きを分析し、噴火の原因が霧門岳の地下にあることを突き止めた。
ナグモ副長官
『THE FINAL ODYSSEY』に登場。TPC警務局に所属。F計画をルルイエ調査隊に強行させた。好戦的な性格で、ティガ消滅を口実にウルトラマンの力を解明してTPCの武力強化に役立てるべきだと主張し、目的のためならばいかなる犠牲も辞さない強気な姿勢を示していた。しかし極秘計画を独断で動かし多大な被害を出した罪で逮捕され、F計画も永久凍結された。
サエキ
『THE FINAL ODYSSEY』に登場。警務局特殊部隊隊長で、『ダイナ』最終章3部作に登場するサエキ・レイカの兄。F計画の再編成されたルルイエ調査隊の責任者でもあり、ナグモよりルルイエの巨人像の確保を命じられる。シビトゾイガーに捕食され、体を乗っ取られた。
一般職員・隊員
TPC関連施設で働く非武装の職員や作業員。作戦現場でGUTS（スーパーGUTS）を補佐する赤・青のユニフォームを着た戦闘員や、茶色のユニフォームを着た陸戦隊員、青のユニフォームにタクティカルベスト姿の警備隊員など、武装した様々な部署の隊員がいる。

## 『ウルトラマンダイナ』での設定
邪神ガタノゾーアとの戦いから7年後、TPCは宇宙進出の中心的役割を担うようになり、新たなる新天地の開発と地球平和の維持を目的とし、範囲の拡大と組織の肥大化・軍事化を進めた世界的規模の大組織となった。総合本部は房総半島沖から日本の中央山岳地帯に移設され、世界主要都市に9つの支部と4つの研究センター、宇宙には3つのステーションと月、火星、ガニメデに基地を持っている。
マキシマ砲の使用について、『ティガ』では使うかどうか揉めた末に1回だけ使ったのに対し、『ウルトラマンティガ&ウルトラマンダイナ 光の星の戦士たち』では、月面でウルトラマンダイナとスーパーGUTSを苦戦させたゲランダをTPCが建造した電脳巨艦プロメテウスが何の迷いもなくネオマキシマ砲の一撃で葬ったことから、7年前と比較してかなり軍事に傾倒していることがうかがえ、幹部同士の意見の違いによって衝突する場面も増えている。

### 総合本部基地（通称グランドーム）
ネオフロンティア計画発足によるTPCの組織拡大に伴い、2012年から日本のほぼ中央部に位置する山岳地帯に建造が開始され、2014年に完成。最上部に位置するスーパーGUTSの司令室を有するタワー型ドーム部分をグランドームと呼ぶ。
ドーム状の部分に中枢機能が集中しており、基地内には最上階のスーパーGUTS作戦司令室をはじめ、総監室や会議室、隊員たちのプライベートルームなどの居住区域、メカニックラボラトリーやR2ラボラトリーといった各研究室、メディカルセンター、検査室、剣道場などが置かれ、タワー内部には人員用・ガッツイーグル用それぞれのエレベーター、地中には基地全体をコントロールする中央制御室、ライドメカの開発工場や格納庫、危険地域の住民を収容することができる避難用の巨大シェルター、全国各地に繋がるシークレットロードも完備されている。ガッツイーグル発進時などの有事の際にはドーム本体が上方にスライドして発進カタパルトが開放される。非常事態時は、ドーム本体が半地下状態まで下降して臨戦形態ディフェンスモードとなる。
また、グランドーム周辺の山麓には砲台を備えた無人防衛システムや高純度エネルギー備蓄基地などがあり、施設の範囲は広大である。これらの施設一帯は第2話のグラレーン、第34話のバゾブ、第45話のトロンガー、第47話のデビルファビラスなどに攻撃され、その度にダイナおよびスーパーGUTSとの戦場となっているが、グランドームそのものが外部から直接攻撃を受けたことは一度もない。ただし第47話では、デビルファビラスが暴れる前にファビラス星人2名に基地内部に侵入され、基地機能を麻痺させられた。
- デザインモチーフはアルファベットの「Q」[23][6]。『ミクロマン』の「ロードステーション基地」や「M-115」のようなものとしているため、ドーム状の先端になっている[6]。
- 司令室のセットは最終章三部作の撮影終了後に解体された[24]。

### 世界支部基地（ダイナ）
- アメリカ支部（フロリダ）
- 南アメリカ支部（サンティアゴ） - パッション・レッド小隊所属。所属機2機がデキサドルを追跡したが両機とも撃墜され、人工太陽破壊のために出撃した際もレイキュバスによって全滅させられた。
- 北ヨーロッパ支部（オスロ） - フォーガスによってアースネットが支配された際、総合本部に防衛ミサイルを発射させられてしまった。
- 南ヨーロッパ支部（ウィーン）
- 西アジア支部（カトマンズ） - ナハラ参謀と旧GUTS副隊長ムナカタが赴任している。
- 南アジア支部（スラバヤ）
- アフリカ支部（アディスアベバ）
- 南太平洋支部（マウイ）
- オセアニア支部（ニューカレドニア）

### 宇宙支部基地（ダイナ）
月面基地ガロワ
詳しくは#月面基地ガロワを参照。『ダイナ』の時代では再建されている。
火星マリネリス基地
レナたちウィング・キティガールズ小隊所属。ただし、この小隊はアスカ隊員の夢に登場した部隊なので、実在したかは不明。
木星衛星ガニメデ基地
コスモアタッカー隊所属。コスモアタッカー隊はグランスフィア攻撃のため出撃し、ファイナルメガランチャーを撃とうとしたが失敗。闇の重力場に捕まり消滅した。
宇宙ステーション・デルタ
詳しくは#宇宙ステーション・デルタを参照。
宇宙ステーション・カムイ
TPC宇宙ステーションの一つで、土星の衛星ソルビーノ探査中に事故に遭った探査ロボット・ラブモスを回収した。
宇宙ステーション・オメガ
TPC宇宙ステーションの一つで、クリムゾン・ドラゴン小隊が所属している。

### その他のTPC基地（ダイナ）
南極海底基地アイスキャッスル
南極の地球温暖化による水温上昇を抑制する目的で建造されたTPCの海底基地。スヒュームの急襲で破壊された。
海底研究基地トライトンJ2
TPC海洋開発センターの海底研究基地。太平洋の大陸棚に建造された。ディプラスの攻撃で壊滅した。
航空司令部基地
『ティガ』時代に極東本部として使用されていた基地。第42話でガッツウイング2号が出撃するシーンに登場している。
クリオモス諸島
TPCが国際会議を行う際に使う会議場があるが、地下には巨大な兵器開発工場も作られている。ガッツイーグルが配備されていたが、モネラ星人の策略によって故障させられていた。『ティガ&ダイナ』でモネラシードとデスフェイサーの攻撃によって甚大な被害を被る。
火星軌道上ステーション
火星軌道上に静止しており、シャトルを上部から発進させる。宇宙球体の攻撃で破壊される。
宇宙ブイ
地球の衛星軌道上に浮遊しており、ZEROの訓練やテストが行われた。

### 関連機関（ダイナ）
TPC最高司令部
総合本部基地に置かれる。
- 参謀本部
- 特捜チームスーパーGUTS
  - スーパーGUTSマーズ - 火星を拠点とする部隊。『ウルトラマンサーガ』（『ダイナ』最終回から15年後）の時点でリョウ、カリヤ、ナカジマはこちらに所属している。

- 養成機関ZERO - TPCの総合本部の隊員教育機関。ガッツウイング1号やガッツウイングゼロを訓練に使っている。『THE FINAL ODYSSEY』ではヒビキ、『ダイナ』ではミシナ、『ウルトラマンサーガ』の時点ではマイが教官として勤務。
- コスモアドベンチャー隊 - 元ガロワ隊長のハヤテ・シン率いるTPCの宇宙犯罪捜査部隊。ガニメデ基地のコスモアタッカー隊から分化して誕生したチームである。
- メディカル・センター - シンジョウ・マユミが勤務。
- 情報局 - イルマ・メグミが所属している、
- 警務局
  - ブラックバスター隊 - ゴンドウ参謀がテスト的に結成した警務局特殊部隊が強化された警務局直属の特殊部隊。隊長はサエキ・レイカ。一般に認知されて表舞台で活躍するスーパーGUTSに対し、秘密保持を必要とする事件を中心に活動する。武装はガッツウイング1号を改造したステルス迷彩機能付の戦闘機「ガッツシャドー」。

- 医務局
- 宇宙開発センター
- 海洋開発センター - エジリ主任などが在籍。
- 生物工学班
- 生物工学研究所
- 遺伝子工学研究所
- 技術班
- 自然科学センター
- 宇宙発電所ヘリオ - 衛星軌道上に設置した宇宙発電所の実験機。ソーラーパネルによる発電を行っており、将来的には、太陽系の各基地へとソーラーパネルで吸収した太陽光線を特殊電波に変換し、送信する計画であった。平和利用のための施設なので一切の武装が無く、その結果バゾブの襲撃時に何の抵抗もできないまま破壊され、腹部にメインコアが取り込まれた。ヘリオの職員1名と、視察に来ていたヒビキ隊長は生還した。

### 主要関係者（ダイナ）
フカミ・コウキ総監
TPC総監。環境保護機関委員長であったが、サワイの病気療養を受けて2代目総監に就任した。サワイが頻繁にGUTS本部に出入りし自ら指示を与えることも多かったのに対し、自らスーパーGUTSの任務に介入することは少ない。
周囲の人望も厚い温厚な人柄の人格者であるが、ソドム襲来の際はミヤタやゴンドウと共同で氷水を張ったたらいの中で涼を取ったり、ゴミの塊に「ユメノカタマリ」と命名したりと、お茶目な面もある。その一方、ダイオリウス襲来に際しては地球の安全を守るためガゼル号の撃墜を指示するなど、時に冷徹な判断を示すこともあったが、決断力に欠ける。
『ウルトラマンサーガ』の時代には退任しており、ヒビキがTPC総監に就いている。
ミヤタ・セイジ参謀
フカミ総監の補佐官的参謀。フカミ総監に付き添うことが多い。穏やかで誰にでも好かれるハト派な思想の好人物だが、楽観的な狭い視野で状況を見ることはなく、最悪の場合も想定して行動する冷静な判断を心掛ける。
かつてネオマキシマ航法のテストパイロットを務めており、一度遭難してしまったが、遭難先のギガール星人女性・チュラサに助けられた経験があり、唯一彼女の仇であるトロンガーが出現した時には我を忘れて血気に走ってしまい、コウダに「自分たちは鉄砲玉じゃない」と怒りをぶつけられたことがあった。
ゴンドウ・キハチ参謀
警務局担当。副長官であったが、ヨシオカが世界各支部を軍備増強のために訪問していたことから実質的な指揮権を委ねられていた。武力による地球防衛および開拓を主張しているタカ派で、度々皮肉を並べ立てたり過激な行動を促す発言をするため、下の者（特にスーパーGUTS）からはあまり好かれておらず、誕生日を祝ってもらったミヤタ参謀を少し羨んでいた。だが、地球と人類の平和を願う心は本物であり、過激な物言いもウルトラマン無しでは満足に怪獣を退治することもできない人類を憂いてのものである。
TPCの軍備増強を画策し、新兵器の開発にも積極的だが、『ティガ&ダイナ』ではプロメテウスとネオマキシマ砲をモネラ星人に悪用され、その後、『ダイナ』第49話でも「人類最大の防衛兵器」として作り上げた人造ウルトラマン・テラノイドをスフィア合成獣ゼルガノイドにされてしまう。
最後はテラノイド完成のために光エネルギーを吸い取られたせいでまともに戦えず、ゼルガノイドに追い詰められてしまったダイナを復活させるべく、自ら光エネルギー照射装置に入り、「人間に未来あれ」と叫びながら光エネルギーとなってダイナを救う。モネラ星人の手によって一度は人類を破滅に追いやりかけたネオマキシマ砲も、ダイナと人類がスフィアに勝利するための重要な鍵となった。
シイナ・サエコ参謀
TPC初の女性参謀で情報局担当。イルマの直属の上司にあたる。スフィアを命名した。慎重で思慮深い性格。
登場頻度はミヤタ、ゴンドウに比べて少ないが、情報局所属であるためウルトラマンについての秘密を掌握し、隠しているなど重要度は高く、そのためイルマの苦労を気遣うシーンもある。第36話でのイルマとの会話を見る限り、ムナカタに大阪決戦への出動を要請したのも彼女だったようである。
『帰ってきたハネジロー』では、他の参謀に先駆けてスーパーGUTSから最初の報告を受ける。
イルマ・メグミ参謀
旧GUTSの隊長で、情報局幹部としてシイナ参謀の下で働いている。ウルトラマンティガ#イルマ・メグミを参照。
フドウ・タケル
ZEROの訓練生で、当時訓練生だったアスカの同期。アスカと同率首位の成績を誇っており、アスカが苦手とする白兵戦でも中々の強さを誇るが、劇中ではアスカのやや反則気味な作戦に敗れた。操縦技術も高く、訓練では宇宙ブイの陰から突然現れて狙い撃つ作戦でコウダを撃墜している。
第2話でミシナと共にグラレーンの攻撃に参加。その後、試作機のテストパイロットに選ばれたが、そのテスト中に起きた機体の空中分解事故で殉職した。
- 第39話の準備稿では、後述のケンジではなくフドウ・タケル本人が登場する予定で、最後は戦いの末に命を落とすという展開が描かれていた。
- 当初第25話・第26話として執筆され、後に最終章の原型となった脚本「太陽系消滅」では「タケルの妹が登場し、アスカに『兄（タケル）はアスカのことを敵視していたようだが、本当はライバルとしてアスカのことが好きであった』と語る」展開が存在していた。また、タケル本人は「スフィアと合体させられ、宇宙人・ゼルガノイドに変貌させられる。戦いの末に苦しみながらも、最後にはダイナの手で分離され救出される」という展開が描かれていた。

フドウ・ケンジ
フドウ・タケルの実弟。現在はブラックバスターの隊員で、アスカに兄・タケルの死を伝えた。その後アスカと共にヤマザキを逮捕する任務にあたる。アステロイドベルトにある閉鎖された宇宙施設ロックランドに逃げたヤマザキをガッツシャドーでアスカと共に追い、ヤマザキとの銃撃戦で相打ちとなって負傷するが、無事に任務を完了。任務終了後にスーパーGUTSを目指すためZEROに戻る。
ミシナ・マサミ教官
ZEROの教官。アスカの父・カズマの同期で、アスカやフドウ兄弟の恩師にあたる。
ゼロドライブのテスト飛行中、カズマが光の中に消えていったのを目撃した唯一の人物でもある。操縦の腕も未だ衰えておらず、第2話では規則違反を犯してまでもガッツイーグルγ号を援護するために訓練生を率いてガッツウイング1号で出撃した。
オオトモ博士
生物工学研究所所属。怪獣を家畜として利用しようと考え、人間の命令に従う怪獣を生み出すべく遺伝子操作によるクローン怪獣の開発を始めたが、研究の成果が実り始めた矢先に南ヨーロッパ支部査問審議委員会から神をも恐れぬ行為だと非難された上に怪獣遺伝子実験の中止を命じられた。その復讐と自らの正当性の実証のため、ヤマザキ研究員以下数名の助手を連れてザリーナ地帯の無人島の秘密研究所に隠れ、数体のクローン怪獣とネオザルスを作り出す。
ハネジローを拉致してその知的遺伝子をネオザルスに組み込ませようとしていたが、乗り込んできたスーパーGUTSに妨害され、暴走するネオザルスに踏み潰されてしまった。
ヤマザキ・ヒロユキ研究員
オオトモ博士の助手。自身の目標であるオオトモ博士を失って以来、スーパーGUTSを逆恨みし、密かにクローン研究を進め、復讐を画策する。囮として自ら作ったクローンダイゲルンを市街地で暴れさせ、その隙を突いてTPC遺伝子工学研究所からエボリュウ細胞を強奪。さらにアステロイドベルトに存在する廃棄された防衛基地「ロックランド」に逃亡し、そこから地球へ怪獣の遺伝子を組み込んだ改良エボリュウ細胞を積んだロケットを打ち込んで全人類を怪獣化させようと目論むが、乗り込んできたケンジとの銃撃戦で相打ちとなって負傷。改良エボリュウ細胞を自身の体内に注入し、怪獣ゾンボーグに変貌した。
シマダ研究員、イガラシ研究員、ニシ研究員
TPC宇宙考古学研究所の研究員。カリヤと共に月の裏側にある「王家の谷」をガッツディグで調査した。宇宙の覇王イシリスを追う宇宙人の霊に憑依されてしまう。
フジクラ隊員
コウダ隊員の親友で、トライトンJ2の設計責任者。元は潜水艦乗り志望だったが、訓練生時代にラグビー中の事故で片足が不自由になったため断念。突如現れたディプラスによって基地が襲撃され、一般隊員2名を残し殉職した。
コマツチーフ
TPC生物工学班のチーフ。少々嫌味な性格だが実力はあるようで、マリキュラの襲来した束良湖の調査隊を指揮していた。
テントの外の様子を見に行ったためマリキュラのテント襲撃を逃れ、瀕死のトミタ研究員から託されたマリキュラの資料を持ち湖を脱出。アスカとリョウに保護され共にナカジマの下へ行く。ボッパーの車内にいる時に、小型マリキュラが車体にびっしり張り付き、危ないところをアスカたちによって救助される。
トミタ研究員
湖の調査隊メンバーの1人で、コマツチーフの右腕的な存在。マリキュラに襲撃され、コマツチーフにマリキュラの資料を託し殉職。
ソウ、リン
TPC西アジア支部の特別開発チームの主任とその助手。ソウは計画の障害になるギガンテスの抹殺を強行しようとするが、リンはギガンテスの居住地域を残して開発との両立を切望している。ソウはリンに思いを寄せており、この計画を成功させてリンにアピールしようとも考えていたようだが、手段を選ばない彼の姿勢をリンは「（昔とは）変わってしまった」と語った。
ソウは雌のギガンテスを捕えて雄を誘き出そうとし、雌を助けようとするアスカを格闘で圧倒したが、この行動が逆にリンを激昂させ、彼女のハイキック一撃でノックアウトされてしまった。しかしながら、この一撃がソウの心境に変化をもたらし、後にソウは改心し、リンも彼の気持ちに応えてめでたく結ばれた。
ハラシマ主任
アイスキャッスルの主任。仕事の鬼らしいが、娘のサオリには弱い。
破壊されたアイスキャッスルからただ一人生還。生死の境を彷徨うほどの状態であったが、リョウとマイの乗るガッツマリンに保護され、その後無事に回復した。
コミヤ職員、サワキ職員
ハラシマの部下。突如出現したディゴンとスヒュームの攻撃からハラシマを逃がすために囮になり絶命した。
エジリ博士
TPC海洋開発局の主任で、南極海底の水温上昇の原因究明のためクラーコフで出撃したスーパーGUTSの指揮を執った。
横暴な性格で、当初は自分の命令を聞かない隊員たちに不満を抱いていた。その不満をヒビキに漏らした際、「隊員たちが従えない命令を出す貴方に困った」と逆に諫言を受けた。スヒュームが姿を見せた後は完全に取り乱してしまい、身勝手な理屈を振りかざすが、スヒュームの手勢を相手にスーパーGUTSと共に戦ったことで彼らを理解し、事件後ヒビキに「とても素晴らしいチームでした」と報告する。
ダイモン・リュウゾウ班長
TPC月面基地ガロワの技術班長で、ゼロドライブ計画に参加し、プラズマ百式の開発にも携わっている。アスカのプラズマ百式テスト飛行の指揮を執った。
幼少期のアスカにカズマの行方不明を伝えた人物でもあるが、再会後のアスカはしばらく思い出せなかった。
トクガワ・ヘイスケ副長
ガロワ技術班のスタッフ。ダイモン班長同様に前回の計画時からの参加。主にプラズマ百式の整備を担当する。
ヒノダ所長
PWI中央研究所の所長。TPCが民間企業と進めている共同開発プロジェクト「コスモネット計画」の中心的人物。
ワシズ隊員
『ティガ』当時、TPC警務局に勤務していた一般隊員でヒビキの同僚。霧門岳に出現した強化ゴルザを追って無謀にも飛び出したヒビキを制止しようと車で追跡していたが、強化ゴルザの額からの熱線を食らって死亡してしまった。
マーク・浅川博士
金星の大気改善用に開発した人工バクテリア「アイスビーナス」の研究者。
アイスビーナスの培養機を金星に投下したが、培養機が連絡を絶ったため、スーパーGUTSに同行して金星に赴く。アイスビーナスがスフィアによって怪獣グライキスにされてしまったことを知り、長年の夢を捨てようとしたが、アスカの説得で気を持ち直し、「共に戦う仲間がいる限り夢は捨てたりしない」と決心する。
ハヤテ・シン隊長
現コスモアドベンチャー部隊長。#ハヤテ・シンを参照。
キサラギ・ルイ博士
『ティガ&ダイナ』で初登場。ガニメデ基地科学研究局所属の科学者で、電脳巨艦プロメテウスの開発最高責任者。プロメテウスこそが人類の新たな希望であると主張し、開発を進めている。しかし、実際はモネラ星人に操られており、人類が強力な兵器を開発したところを奪取する計画に利用されていた。洗脳を解かれた後、避難所でススム少年と共に絶望した人々を励ます。
事件解決後、自らの過ちを悔い、ガニメデにネオマキシマ砲を封印していたが、後に太陽系を飲み込もうとするグランスフィアに対抗するため、ガニメデ基地総合コンピューター技術機関プロジェクトチーフのヤズミと共に封印を解き、クラーコフに搭載した。
ムカイ班長
TPC整備班の班長。機体整備の他、改良・装備を担当している。ヒビキ隊長とは古くからの友人。
- 当初は「撃墜された後に死亡する」という展開となっていたが、企画の笈田雅人からの要望により生存する展開となった。

サエキ・レイカ隊長
ブラックバスター隊々長で『THE FINAL ODYSSEY』に登場したサエキの妹。
ゼルガノイド撃退のために火星に駐在していた部隊を指揮したが、部下たちは撃墜され彼女を残して全滅。基地でのアスカやリョウの姿に感じ入るものがあったのか、火星を彷徨っていたリョウを保護し、アスカが保護されたバイオパークへ送り届けたあと、リョウに残ったガッツシャドーを託し姿を消す。
シンジョウ・マユミ
旧GUTSのシンジョウの妹で、TPCメディカルセンター勤務。#シンジョウ・マユミを参照。
サヤカ
TPC医務局に勤務する看護婦。婦長のマユミの下で働いている。
アスカ・カズマ
アスカ・シンの父親。プラズマ百式のテストパイロットだったが、ある日ゼロドライブの実験のテスト飛行中に消息を絶つ。主にアスカの夢や思い出の中に登場するが、敗れたアスカが諦めかけた時に現れ、アスカを激励することもある。アスカは父としてもパイロットとしても尊敬しているが、同期であったミシナ教官の話によれば「とにかく型破りで無鉄砲な変わり者」と、言伝とはかなりかけ離れた人物であった。
最終話でアスカと再会し、そのまま光の中へと消えていった。
ヒビキ・ゴウスケ総監
『サーガ』でのTPC総監。ウルトラマンダイナ#ヒビキ・ゴウスケを参照。
コウダ・トシユキ参謀
『サーガ』でのTPC参謀。宇宙開発局所属。ウルトラマンダイナ#コウダ・トシユキを参照。

## 『ウルトラマンティガ外伝』での設定
『ウルトラマンティガ外伝 古代に蘇る巨人』では、2027年にスーパーGUTSの後継にあたる「ネオスーパーGUTS」なるセクションが発足したことになっている。2038年の時点でマドカ・ツバサとマドカ・ヒカリの姉弟はここに所属している。

### 主要関係者（ティガ外伝）
マドカ・ヒカリ隊員
TPCの局員。マドカ・ダイゴとレナ夫妻の娘で、後に縄文時代でウルトラマンティガとなるマドカ・ツバサの姉。ウルトラマンティガ&ウルトラマンダイナ 光の星の戦士たち#マドカ・ヒカリを参照。

## 『ウルトラマントリガー NEW GENERATION TIGA』での設定
『ウルトラマントリガー NEW GENERATION TIGA』では、別次元の地球に存在する組織として回想シーンのみ登場。なお、同作品や『ウルトラマンデッカー』の地球には「地球平和同盟TPU」が存在する。

### 主要関係者（トリガー）
シズマ ミツクニ
世界的複合企業シズマ社の創業者兼社長にして、シズマ財団の会長。元はTPCおよびGUTSの存在するネオフロンティアスペースの人間であり、TPCの情報局員だった。詳細はウルトラマントリガー NEW GENERATION TIGA#シズマ ミツクニを参照。

## 主な戦力

### 航空機・艦艇
幹部用輸送機TPC1
輸送機。TPC幹部など重要人物の送迎が主任務だが、指揮用ベースや物資輸送、救援などに使用されることもある。可動式のエンジンナセルを有しており、垂直離着陸が可能。秘密裏にスーパーGUTSの隊員をクリオモス島に運ぶために使用された。
多目的機
TPCの隊員や様々な装備を事件現場や各支部に運ぶ中型機。パトロールや現場の偵察など汎用性が高い。
輸送機
本部や支部から大型装備や物質、大勢の隊員を現場へ運搬する際に使われる。
フィンチ
『ウルトラマンティガ』第6話に登場。TPCが保有する探査用の中型飛行艇で、機体上部にレドームを搭載している。ミズノ博士らが搭乗して電離層の調査に向かい、クリッターが潜む雲に接近し消息を絶った。
ゴッドアイズ
フィンチに搭載された空中浮遊探査装置。衛星を介して情報を伝達する。クリッターが潜む雲の調査や、ガタノゾーアとの最終決戦などで使用された。
コスモアタッカー
量産型戦闘機。『ティガ』ではガロワに、『ダイナ』ではガロワ、マリネリス、ガニメデに配備されている。基地ごとに配色が異なる。ハヤテやキシナガもこれに搭乗していた。4門のロケット砲を武装に持ち、ダイナではファイナルメガランチャーの搭載も確認されている。
オービター
宇宙ステーション・デルタと地上のTPC施設の間を結ぶ優れた安定性を持つ連絡用の高性能スペースシャトル。非武装で、地球からの打ち上げ時には機体下部に2機の燃料タンクを装着する。『ウルトラマンティガ』第7話では、ヤナセ技官らを乗せた機体がレギュラン星人の襲撃を受け、撃墜されている。
シャトル
『ウルトラマンダイナ』第42話に登場。形状は上記のオービターに類似しており、ロケットの先端に搭載されて打ち上げられる。マリネリス基地でスペシウム砲を受け取るため、アスカとマイを乗せて総合本部基地から打ち上げられた。
TPCグライダー
『ウルトラマンダイナ』第34話で、バゾブに接近して攻撃するためにコウダが搭乗した滑空する小型の航空機。バゾブの頭部の触覚を携帯した火器を発射して破壊した。
プロメテウス
『ティガ&ダイナ』に登場。モネラ星人に操られていたキサラギ博士が開発した巨大新造戦艦。モネラ星人に乗っ取られてデスフェイサーになってしまったが、最終的にダイナ・ストロングタイプに破壊される。武器は機関砲とネオマキシマ砲。
ジュピター3号
『ウルトラマンティガ』第4話に登場した木星探査用の宇宙船。スペースプレーンのような形状をしている。木星の衛星軌道に入った直後にエザキ博士ら3名の乗員ごと謎の発光体に同化され、リガトロンに変異してしまう。
ロムルス号
TPC宇宙開発センターに所属する遠距離航行用宇宙船。『ウルトラマンティガ』第41話にて、2年ぶりに地球へ帰還する途中にイルドの襲撃を受け、第4ブロック・ポイント13に墜落した。
『ウルトラマンダイナ』第35話には冥王星探査船としてロムルス三世号が登場。シンジョウらが搭乗しており、ミス・スマイル探査のために冥王星の鉱石サンプルを採取して地球へ帰還する際に一度消息を絶った。その後クラーコフに救助されるが、すでに切り離された格納庫が付着していたスフィアに寄生されており、六甲山に格納庫ごと落下した後ジオモスへと変貌してしまう。
- プロップは後に『ウルトラマンコスモス』の探査船ワルツに流用された。

ソルビーノ着陸船
『ウルトラマンダイナ』第32話に登場した探査用宇宙船。探査ロボット・ラブモスを搭載して土星の新衛星ソルビーノの調査に向かったが、暴走したラブモスによって破壊された。
ガゼル号
『ウルトラマンダイナ』第41話に登場した太陽系内で運用されている、宇宙を航行する大型の宇宙輸送客船。木星圏の衛星軌道上の宇宙ステーションで生まれた「地球を知らない」第1世代の子供たち6人と3人の船員を乗せて地球へと向かっていたが、幼虫を地球に送り込もうとしたダイオリウスによって船内に卵を産みつけられてしまう。
防衛衛星ユニコーン
『ウルトラマンダイナ』第41話に登場。地球の最終防衛ラインの軌道上に浮遊しているレーザー衛星で、パラボラ型のビーム砲を備えている。ガゼル号を大気圏外で撃墜しようとするが、ダイオリウスによって破壊された。
人工太陽試験機NSPカンパネラ
ネオフロンティアのために開発が進み、太陽光の届かない惑星に派遣されて光を人工太陽で与える外惑星のテラフォーミング用に開発された試験機。『ウルトラマンダイナ』第25・26話に登場。クラーコフによって木星へと誘導されていたが、クラーコフのコンピューターを乗っ取ったスヒュームによって、極地の氷を溶かして地球全土を水没させるべく南極に誘導される。その後、第50話にてグランスフィアの重力場に飲み込まれる。
- プロップは後に『ウルトラマンコスモス』に登場する宇宙人ソルの宇宙船へ改造された。

コスモネット
TPC科学局と民間企業PWIが共同で運用している巨大惑星間ネットワーク。『ウルトラマンダイナ』第35話などに登場。地球、月、火星、木星、冥王星などの惑星や衛星の軌道上に配置された複数の人工衛星から構成されており、宇宙船の航行状況の調査などに使用されている。
スペースボート
地球から火星や月などに人類を運搬する宇宙船。
火星方面艦隊巡洋艦
火星方面艦隊所属の宇宙巡洋艦。三連装ビーム砲塔4基を装備しており、ヅウォーカァ将軍率いるレギュラン星人軍が放った彗星爆弾を迎撃するために2隻が出撃したが、彗星爆弾によって消滅した。『ウルトラマンダイナ』第42話にのみ登場したが、同話がアスカの夢の中の話であるため、本当に存在するのかは不明。
TPC宇宙艇
旧TPC時代から広範に使用されており、改良が重ねられ、火星基地やコスモアタッカー部隊、月などで使用されている戦闘機。
キティ小隊機
レナたちキティガールズが搭乗する専用機。『ウルトラマンダイナ』第42話にのみ登場したが、同話がアスカの夢の中の話であるため、本当に存在するのかは不明。
火星シャトル
火星とTPC総合本部を結ぶ宇宙船。アスカとマイが搭乗した。『ウルトラマンダイナ』第42話にのみ登場したが、同話がアスカの夢の中の話であるため、本当に存在するのかは不明。

### 車両
TPCトラック
大量の装備や食料などを陸路で運搬する際に使われる。
特殊作業車
追従式ドリルビームを怪獣災害の現場で作る際に使われる。
TPC4WD
一般隊員が使用する移動指揮車としても機能する高い汎用性を持つ4WD車両で、ジープやハマーがベースのものの他、一般隊員の輸送に使用される警務局のベルナードなども存在する。
マルチビークル
養成機関ZEROの関係施設で使用されている多目的ビークルだが、実戦では使用されていない。
中型戦車（TPC中戦車）
各地域の地上部隊に多数配備された地上攻撃用強力火器。90式戦車ベースのものとIV号戦車ベースのものが存在。白を基調としたオリジナルの着色が施されており、120mm滑腔砲が搭載されている。また、映画『ティガ&ダイナ』には90式戦車ベースのものに砲塔へのレーダードームの追加、車載機銃の増設、ミサイルの装備などが行われた改良型も登場している。
TPC装甲戦車
IV号戦車をベースとした車台に火炎放射砲や大砲を搭載した最新型戦車。大幅に強化された強固な装甲を有しているが、中型戦車と比較すると武装は貧弱である。
ジェネレーター車
通称「デンデン虫」。ネオドリルビームに、発生させた膨大な電気エネルギーを供給する車両。
マグナス1、グラバス2
反時空界エネルギーを生成するための特殊車両。マグナス1は反磁力、グラバス2は反重力波を同時に放射し、この二つの相互作用で反時空界エネルギーを作り出す。『ウルトラマンティガ』第36話にて、ゴルドラスの時空界を消滅させるべく投入されたが、2台とも破壊される。
PWI専用車
コスモネット計画で、民間とTPCが立ち上げたPWI中央研究所の専用車両。

### その他
DCS
『ウルトラマンティガ』第4話に登場した防衛コントロールシステム。固定配置されたアンテナ群から放電上のフィールドを放射するもので、かつてエザキ博士によって開発された。宇宙開発局の高純度エネルギー備蓄基地で高純度エネルギーの防護に使用されていたが、ジュピター3号を吸収していたリガトロンに無効化された。
りゅうぐう
TPC海洋調査班が使う潜航艇。南太平洋の海底に眠る超古代遺跡「ルルイエ」を発見し、ダイブハンガーに向けてそのスキャンデータを送った。しかし、劇中ではその後ゾイガーが現れた後で映像が途絶えたため、襲撃されたと思われる。『ティガ』第50話の冒頭のみに登場。
かいれい
『THE FINAL ODYSSEY』にて、TPCの超古代遺跡調査隊をルルイエに運んだ巨大海洋調査船。シビトゾイガーの大群に襲われた。